# 아마코드
《아마코드》(이탈리아어: Amarcord, 나는 기억한다)는 1973년 개봉한 이탈리아의 코미디 드라마 영화이다. 페데리코 펠리니가 감독과 공동각본을 맡았다. 1974년 아카데미 외국어 영화상·다비드 디 도나텔로상 작품상 수상작이다.

## 줄거리
1930년대 파시스트 이탈리아를 배경으로, 리미니 근처 작은 마을 보르고 산 줄리아노에서 사춘기 소년 티타가 성장하는 이야기가 펼쳐진다. 봄이 오면 솜털 같은 포플러 씨앗이 날리고, 마을 사람들은 광장에 모여 겨울을 상징하는 허수아비를 태우는 전통 축제를 벌인다. 이들은 서로 장난을 치고, 폭죽을 터뜨리며, 자유분방한 여성들과 어울리고, 지역 역사를 강의하는 변호사를 조롱한다.
파시즘 시대의 학교는 지루한 사실 암기와 무관심한 교사들로 가득 차 있다. 티타와 친구들은 수업을 빼먹거나 딴짓을 하며 시간을 보낸다. 티타는 성당에서 자신의 성적 판타지를 고백하려 하지만, 신부는 꽃꽂이에 더 관심이 있다. 파시스트 관리들이 시찰을 오자, 학생들은 그들에게 잘 보이기 위한 운동 시범을 보인다. 티타의 친구 치치오는 꿈속에서 무솔리니의 얼굴 앞에서 자신의 짝사랑 알디나와 결혼하는 상상을 한다. 한편, 마을 교회 종탑에 숨겨진 축음기에서 ‘인터내셔널가’가 흘러나오지만 곧 파시스트들에게 파괴된다. 아나키스트 과거 때문에 티타의 아버지는 심문을 받고 구토를 유발하는 피마자 기름을 강제로 마셔야 한다.
어느 여름날, 티타 가족은 정신병원에 갇힌 아버지의 형제 테오 삼촌을 방문한다. 그들은 그를 잠시 데리고 나오지만, 테오는 나무 위로 도망쳐 "여자가 필요해!"를 외친다. 그를 내리려는 시도는 실패하고, 난쟁이 수녀와 간호사들이 와서 그를 다시 병원으로 데려간다. 가을이 오고, 마을 사람들은 작은 배를 타고 SS 렉스 호의 항해를 구경하러 간다. 배가 지나갈 때 일어난 파도에 배가 뒤집히지만 사람들은 그 웅장함에 경탄한다. 짙은 안개 속에서 티타의 할아버지가 길을 잃고, 티타와 친구들은 문이 닫힌 호텔 테라스에서 안개에 싸인 채 상상 속의 여성들과 춤을 춘다.
마을의 자동차 경주를 통해 티타는 우승 상품인 여인 그라디스카를 꿈꾼다. 그는 저녁에 담배 가게 여주인을 찾아가 힘을 과시하지만, 그녀의 가슴에 얼굴을 묻자 당황한다. 그녀는 그에게 담배를 주고 차갑게 돌려보낸다. 겨울이 오고, 티타는 병에 걸리지만 어머니 미란다의 간호로 회복한다. 그러나 봄이 다시 찾아오자 어머니는 병으로 세상을 떠나고 티타는 깊은 슬픔에 잠긴다. 시간이 흘러, 마을 사람들은 그라디스카와 파시스트 장교의 결혼식에 참석한다. 그라디스카가 떠나는 모습을 보며, 사람들은 티타가 사라졌다는 것을 알게 된다.

## 출연

### 주연
- 푸펠라 마지오
- 아르만도 브란시아
- 마갈리 노엘

### 조연
- 브루노 자민
- 조시안 탄질리
- 페루치오 브렘빌라

## 기타
- 의상: 다닐로 도나티